# Diphasia scalariformis
Diphasia scalariformis is een hydroïdpoliep uit de familie Sertulariidae. De poliep komt uit het geslacht Diphasia. Diphasia scalariformis werd in 1890 voor het eerst wetenschappelijk beschreven door Kirkpatrick. 